# Avenida Otacílio Negrão de Lima
Otacílio Negrão de Lima é a avenida que contorna a Lagoa da Pampulha, na região da Pampulha em Belo Horizonte, onde é disputada anualmente a Volta Internacional da Pampulha. 
Margeada por casas de alto padrão e por alguns dos principais pontos turísticos da cidade, é uma avenida bastante valorizada e cercada de muito verde. 
A avenida possui a maior ciclovia em extensão da cidade de Belo Horizonte. Liga os bairros São Luiz, Bandeirantes, Braúnas, Garças e o Jardim Atlântico. 
Recentemente foi recapeada na região do bairro São Luiz e implantada ciclofaixas desde o PIC - Pampulha Iate Clube  até o Clube Belo Horizonte. 
Além disso, a avenida ganhou nova sinalização de trânsito e de sinalização turística. São sessenta e oito placas que permitirão aos turistas e moradores transitar e obter informações sobre os atrativos e locais de interesse turístico do Conjunto Urbanístico e Arquitetônico da Pampulha. 
Além dos tradicionais locais de visitação, como o Museu de Arte da Pampulha, a Casa Kubitschek, a Casa do Baile e a Igreja São Francisco de Assis, a sinalização turística informa também mirantes, edifícios públicos, estádios, obras de arte, praças, entre outros atrativos.
É assim denominada em honra a Otacílio Negrão de Lima, ministro do governo Eurico Gaspar Dutra.
Na sua junção com a Avenida Fleming foi inaugurada em 2008 a Praça da Pampulha, onde é palco de diversos eventos culturais e esportivos da cidade.

## Principais pontos de lazer
- Igreja São Francisco de Assis
- Museu de Arte da Pampulha
- Casa Kubitschek
- Parque ecológico da Pampulha
- Casa do Baile
- Zoológico
- Pampulha Iate Clube
- Iate Tenis Clube
- Clube Belo Horizonte